# 段向东
段向东（1968年9月—），男，汉族，四川武胜人，中华人民共和国政治人物。现任中国铝业集团有限公司董事长、党组书记。第十四届全国政协委员。